# (378917) Stefankarge
(378917) Stefankarge ist ein Asteroid des äußeren Hauptgürtels, der am 28. Oktober 2008 vom deutschen Amateurastronomen Erwin Schwab durch das Tzec Maun Observatory (IAU Code H10) in Mayhill (New Mexico), USA entdeckt wurde. Die Teleskope dieser Sternwarte können mit Zugangsberechtigung online ferngesteuert werden.
Schwab widmete den Asteroiden dem Amateurastronomen Stefan Karge (* 1963). Beide sind Mitglieder im Physikalischen Verein – Gesellschaft für Bildung und Wissenschaft und haben gemeinsam mehrere Asteroiden, wie z. B. (274020) Skywalker, entdeckt. Karge ist insbesondere an der Beobachtung von Quasaren und der Entdeckung von über 50 Asteroiden beteiligt. Am 9. September 2014 wurde von der Internationalen Astronomischen Union die Benennung des Asteroiden bestätigt.